# Scena illustrata

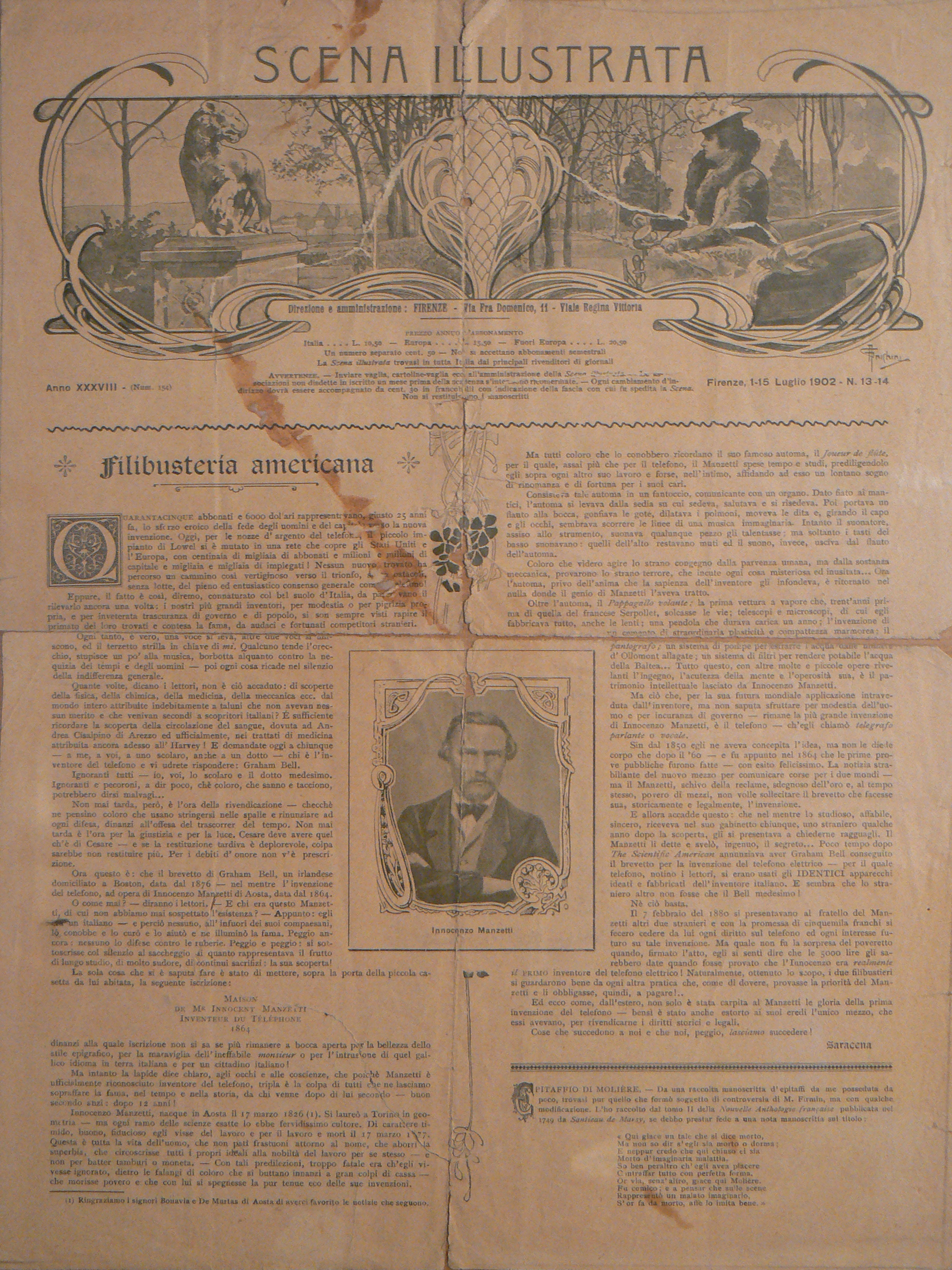
Una pagina di Scena illustrata del luglio 1902.

Scena illustrata è stata una rivista culturale. Fondata a Firenze nel 1884 da Pilade Pollazzi (1852-1940), pubblicata fino al settembre 2003 a Roma e dal 2004 al 2005 a Milano. 

## Storia
Scena illustrata nacque come quindicinale di letteratura, arte, teatro, attualità e sport sulle ceneri del Corriere di Firenze (1865-1884) e del foglio drammatico Carlo Goldoni. Negli oltre cent'anni di pubblicazione, ha offerto uno spaccato della società e della cultura italiane del Novecento. Corredata di numerose illustrazioni e fotografie, arricchita di reportage sull'Italia e l'Europa, Scena illustrata ha riservato un'attenzione particolare alla trasformazione sociale e alle novità provenienti dall'estero, tra cui le avanguardie artistiche. 

Edmondo De Amicis così descrisse la rivista: 
Editore e direttore responsabile dal 1960 è stato Italo Carlo Sesti. In un editoriale per i 135 anni dalla fondazione, Sesti annunciò che Scena illustrata diventava un mensile di opinione, occupandosi di "politica, costume, attualità, cultura, turismo, arte e moda". La rivista cessò l'edizione cartacea, sotto la direzione di Italo Carlo Sesti, poco prima della morte nel maggio 2004 dello storico editore-direttore, ossia con l'uscita del n. 9 del settembre 2003. Alcuni mesi dopo, la storica rivista fu rilevata, registrandola presso il Tribunale di Milano, da una società del capoluogo meneghino, la Init Comunicazione, che la rinnovò nella grafica (abbandonando la grafica in stile liberty, a partire dal logo della testata) e ne diede un "taglio" etico-culturale. Il primo numero cartaceo della Scena Illustrata "lombarda" è uscito nel 2005.
Nello stesso 2005, su concessione degli editori milanesi, la testata è stata messa on line come "mensile di informazione culturale" e gestita da un gruppo di storici collaboratori romani.

## Firme
Tra le firme celebri che scrissero su Scena illustrata ricordiamo: Alfonso XIII, Louis Barthou, Roberto Bracco, Giosuè Carducci, Jules Claretie, Georges Clemenceau, Enrico Corradini, Francesco Crispi, Edmondo De Amicis, Gabriele D'Annunzio, Camille Flammarion, Antonio Fogazzaro, Renato Fucini, Henry Kistemaekers, Paolo Mantegazza, Giovanni Papini, Giovanni Verga, e altri. Tra le firme di oggi si annoverano Giuseppe De Rita, Ferdinando Miletto, Gavino Manca, Enzo Baroni, Luigino Bruni, Pierluigi Porta, Abd Al Whaid Pallavicini, Ernesto Cattoni, Alfio Krancic ed Emilio Giannelli (per i contributi illustrati umoristico-satirici) e importanti interviste a Giorgio Celli, Domenico De Masi, Moni Ovadia, Bruno Lauzi, Wlodzmier Marcinski (ex ministro della Scienza polacco), Rosy Bindi, Nichi Vendola, Giovanna Melandri e altri. Nel 2005 la "nuova" Scena Illustrata ha ricevuto una lettera di encomio da parte dell'allora presidente del Senato della Repubblica, Marcello Pera.
L'8 settembre 2000 a Sesti fu conferita la Medaglia d'Argento del Ministero degli Affari Esteri della Repubblica Slovacca per l'appoggio dello sviluppo dei rapporti bilaterali tramite la sua attività di giornalista svolta su Scena illustrata e non solo.
Negli anni di Sesti direttore condirettore fu Carlo Valluri e dalla fine degli anni Novanta prima caporedattore, poi vicedirettore, è stato Michele Petrocelli, oggi titolare della testata. Della redazione della rivista cartacea fino al 2003 facevano parte: Arturo Capasso, Silvana Carleti, Nicola Carrozzino, Antonio Cesarale, Antonio di Martino, Franco Falvo, Paolo Gauchat, Giuseppe Alberto Ginex, Luciana Gravina, Gabriella Izzi Benedetti, Lucia Leonardi, Mirco Manuguerra, Giuseppe Marino, Cosimo Migliaccio, Benito Mincio, Claudia Penta, Armando Petrocelli, Calogero Pulvino, Pietro Toselli, Lorenzo Vessichelli.
Nel 2008 direttore responsabile di www.scenaillustrata.com è stata Silvana Carletti.